# Macrobrochis infernalis
Macrobrochis infernalis là một loài bướm đêm thuộc phân họ Arctiinae, họ Erebidae.